# Тур'ї Ремети
Ту́р'ї Ремети — село в Україні, в Ужгородському районі Закарпатської області.
Населення села — 3340 осіб.

## Географія
Розташоване на річках Тур'я, Туричка, Велика Ружа, Клокотива в межах Березне-Ліпшанської долини, за 9 км від районного центру. Через село проходить автошлях Т 0712 (відтинок Свалява — Перечин). На південному заході від села простягається хребет Синаторія, на півдні — хребет Липова Скала (обидва є частинами масиву Маковиця). На північному сході лежить масив Полонина Руна.

## Герб

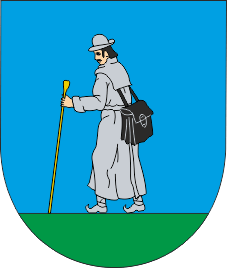
На гербі 1846 року зображено листоношу

У зеленому щиті лазуровий вилоподібний хрест, тонко облямований і заповнений сріблом, обтяженим червоними літерами "1451" і супроводжуваний справа срібним пам'ятником листоноші, а зліва - Архангелом Михаїлом, зі срібними крилами, в срібному одязі і червоних чоботях, який тримає в правій руці золотий меч, у лівій - срібний щит із золотою облямівкою. У срібній базі йде червоний тур (герб є промовистим).

## Історія
Тур'я Ремети вперше згадуються в письмових джерелах за 1451 рік.
У 30-70-их рр. XIX століття тут був невеликий металургійний завод. У 1830-1840-х роках славилася продукція невеликого чавуноливарного заводу на річках Тур'я чи Туричка. чавунноливарний завод, який в 1830-1870-х роках працював у Тур'їх Реметах. До речі, завод й на експорт працював. Саме тому клеймо на вироби ставили з написом «Унгвар» (Ужгород), а не «Turje Remete» — задля престижу. На заводі виготовляли й могильні пам'ятники: кілька таких старих раритетів все ще стоять на цвинтарі навколо церкви. У селі працював металургійний чавунноливарний завод ХІХ ст. у той час, в Реметі почали селитися спеціалісти з Австрії, Німеччини, Угорщини, покращуючи сільський побут та приносячи власні традиції.
В селі було вилито чавунні статуї Геракла і Гермеса, що знаходяться в Ужгородському замку.
Неподалік від костелу стоїть непримітна двоповерхова будівля. Колись тут була броварня. Потім облаштували млин, для чого звезли сюди з околиці обладнання з старих млинів, що вже не працювали. Заходиш сюди — і потрапляєш у своєрідний музей. В ряд вишикувалися три верстати: австрійський (1896 р.), чеський та радянський. На другому поверсі дива продовжуються: величезну махіну, яка молола борошно, підтримують тендітні на вигляд бамбукові стеблі — вони одні могли «пережити» стадію активного трясіння-дріботіння апаратури. До речі, збереглася ще табличка. яка суворо забороняє стороннім особам на цей другий поверх підніматися. Та млин останній раз працював ще в 2000-му році.
В 1942 році тут був концентраційний табір.
Після звільнення села від нацистських військ (27 жовтня 1944 р.) 42 місцевих жителя змусили стати до лав Червоної Армії записавши їх добровольцями, з тієї причини, що мобілізувати їх не могли, бо вони були громадянами іншої держави, а 6 — в 1-й Чехословацький армійський корпус Л. Свободи; 37 з них за бойові заслуги нагороджені урядовими нагородами (орденами і медалями), 11 загинули на фронті.

## Релігія
храм св. арх. Михайла. 1999.
Оскільки церква належить православним, то в грудні 1994 р. заклали і посвятили камінь під греко-католицький храм, а 17 липня 1995 р. розпочалися роботи. Організаторами спорудження були Василь і Юрій Крупчинські, Михайло Фекета та Ілля Мешко. Кошти збирали греко-католицькі громади краю та за кордоном. Іконостас вирізьбив Василь Шип. Керував будівництвом досвідчений майстер Михайло Мовнар (Молнар) з Тур'я Пасіки.
Церква св. арх. Михайла. 1771.
храм св. арх. Михайла. 1771.
У 1751 р. в селі стояла  збудована і ще не освячена дерев'яна церква св. Михайла з двома дзвонами, забезпечена всіма давніми образами. Мурована базиліка (церква)  розміщена на пагорбі в центрі села. Подібно до інших мурованих церков XVIII ст., має добрі пропорції та вишукано профільовану башту з завершенням. Церкву оновили в 1923 р.
Біля церкви — цікава дерев'яна каркасна дзвіниця 1928 р. на високому кам'яному цоколі, вкрита металевим шатром. Вікна-голосниці мають стрілчасту форму.
Римо-католицький храм святого Георгія — 1854 р.Янош Гам — звів його замість старої маленької каплиці. Він був закритий у 1961 році, а відчинився у 1989 році. У 1996 році було додано нове крило. Реєстр діяльності ведеться з 1883 року.

На початку XX століття через село було прокладено вузькоколійку, яка на даний час не збереглася. залишилися тільки сліди її прокладання.
З 1955 по 1963 у Тур'я Реметі працювала міжколгоспна ГЕС, яка на даний час не збереглася. Зберігся  її канал, котрий і понині, проходить навколо села зі сторони Туриці.

## Відомі люди
У селі народився письменник і вчений, священик Іван Мурані (1881—1945).
15 жовтня 1925 року в селі народилася Магда Адам — всесвітньовідомий історик та професор Угорської академії наук.

## Населення
За переписом населення 2001 року в селі мешкало 3 295 осіб.

### Мова
Розподіл населення за рідною мовою за даними перепису 2001 року:
| Мова       | Відсоток |
| ---------- | -------- |
| українська | 92,37 %  |
| словацька  | 4,40 %   |
| румунська  | 1,65 %   |
| російська  | 0,78 %   |
| угорська   | 0,66 %   |
| білоруська | 0,06 %   |

## Туристичні місця

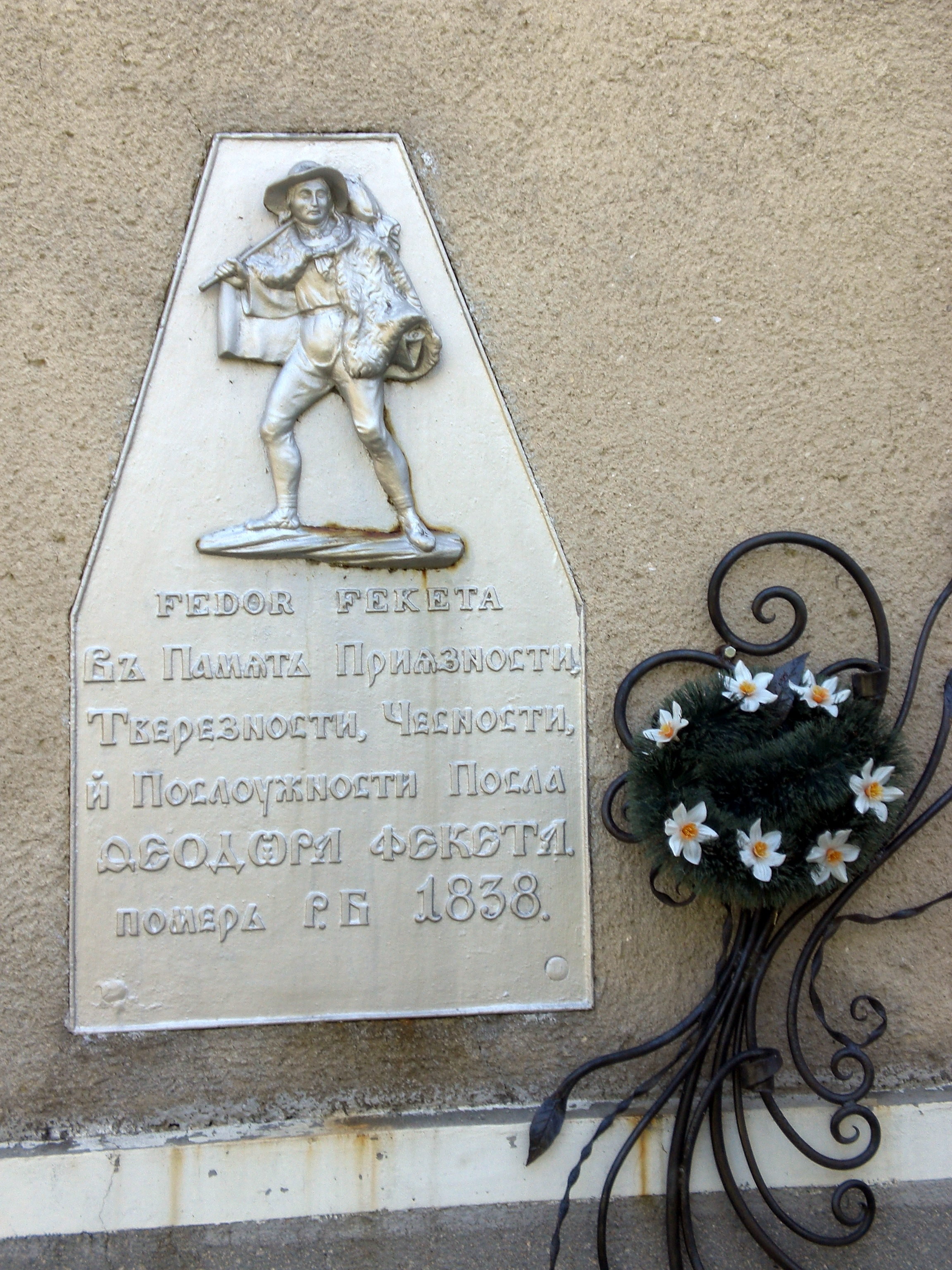
Меморіальна дошка листоноші Федорові Фекеті (Чорному)

— У селі на стіні церкви (1616, реконструкція 1990), зберігся унікальний меморіальний барельєф-пам'ятник листоноші. Так односельці вшанували в 1838 році пам'ять Федора Фекете (Чорного), який понад 30 років щодня виконував обов'язки листоноші, лугами й лісами долаючи шлях в 25 км до Ужгорода за поштою і назад. За переказами, одного разу, переходячи вкриту кригою річку, Фекете провалився під лід, занедужав запаленням легенів і незабаром помер. У Тур'їх Реметах дотепер проживають нащадки Ф. Фекете.
- туристичний маршрут Лумшори-Невицький замок.
- На південному заході від села простягається хребет Синаторія
- На півдні — хребет Липова Скала (обидва є частинами масиву Маковиця)
- На північному сході лежить масив Полонина Руна.
- храм св. арх. Михайла. 1999.
- Римо-католицький храм святого Георгія — 1854 р.
- храм св. арх. Михайла. 1771.
- При в'їзді в село, є джерело питної води. Це візитка при в'їзді в село — рекреаційний пункт «Чайник», споруджений за проектом Івана Гайдучка. Тут, як правило, випускники школи зустрічають сонце, зупиняються весільні кортежі.
- На місцевому кладовищі є могила представника британської королівської родини Віндзор
- В околиці села місце падіння метеориту «Тур'я Ремета», 2001 рік
- Село є відомим на всю Україну, саме тут є унікальна локальна гастрономія — «жаб'ячі лапки»
- На території є залишки найстарішої закарпатської кінної ферми, тут вирощували як промислових, так і скакових коней. А на околиці села був побудований іподром з трибуною, що збирав знатних гостей
- Поруч вирощують карпатський часник «Турянський часник»
- На території села розташоване єврейське сільське кладовище
- Через село проходить веломаршрут «Стара Турянська вузькоколійка»
- В селі розташований унікальний міст через річку Турію
- Вперше в Закарпатті в околицях села Тур'я Ремети закладено перші плантації лісокультур в 1906 р. — дугласії зеленої та модрини. В селі є флористичний заказник — урочище Розтоки. Це найвищі дерева України, тут росте близько 350 таких дерев. Їхня середня висота — 60 метрів, середній діаметр дерева — 62 сантиметри. (Див. також Ясен звичайний (втрачена)).